# Probopyrus ascendens
Probopyrus ascendens är en kräftdjursart som först beskrevs av Semper 1880.  Probopyrus ascendens ingår i släktet Probopyrus och familjen Bopyridae. Inga underarter finns listade i Catalogue of Life.